# Stanisław Łazarski
Stanisław Łazarski (30. prosince 1849 Jeleśnia – 18. prosince 1938 Witkowice) byl rakouský a polský politik z Haliče, na počátku 20. století poslanec Říšské rady.

## Biografie
Jeho bratrem byl farmakolog Józef Łazarski. Stanisław Łazarski v letech 1868–1871 vystudoval právo a filozofii na Jagellonské univerzitě v Krakově. V roce 1873 získal titul doktora filozofie. Od roku 1880 byl advokátem v Białé, pak byl advokátem ve věcech trestních ve Wadowicích. Angažoval se v politice. Od roku 1901 zasedal coby poslanec Haličského zemského sněmu. Zasedal v daňové komisi sněmu a v komisi pro zemědělskou reformu. Na sněmu se zasazoval o investice v domovském regionu Białé.
Na počátku 20. století se zapojil i do celostátní politiky. Ve volbách do Říšské rady roku 1907, konaných poprvé podle všeobecného a rovného volebního práva, získal mandát v Říšské radě (celostátní zákonodárný sbor) za obvod Halič 18. Byl členem poslanecké frakce Polský klub. Za týž obvod mandát obhájil i ve volbách do Říšské rady roku 1911. Ve vídeňském parlamentu setrval až do zániku monarchie. Patřil ke konzervativnímu politickému proudu.